# Premio Breizh
El premio Breizh es un premio literario francés otorgado bajo este nombre desde 2001, por iniciativa de Gwenn-Aël Bolloré. Es continuación del "Prix Bretagne", creado en 1961 y que homenajeaba cada año a un autor de origen bretón o "amigo de Bretaña".

## Historia
El premio Breizh-Bretagne fue fundado en 1961 por Pascal Pondaven y Charles Le Quintrec, director y editor jefe del semanario La Bretagne à París. Desde 2001 bajo el patrocinio del empresario Vincent Bolloré, celebró en 2011 su 50 aniversario con la monografía titulada Prix Bretagne-Prix Breizh 50 ans, que rastreó su historia y la lista de galardonados desde 1961 a 2010, con textos de 12 miembros del jurado.
En 2013, el Prix Breizh fue respaldado con la suma de 6100 €.

## Jurado

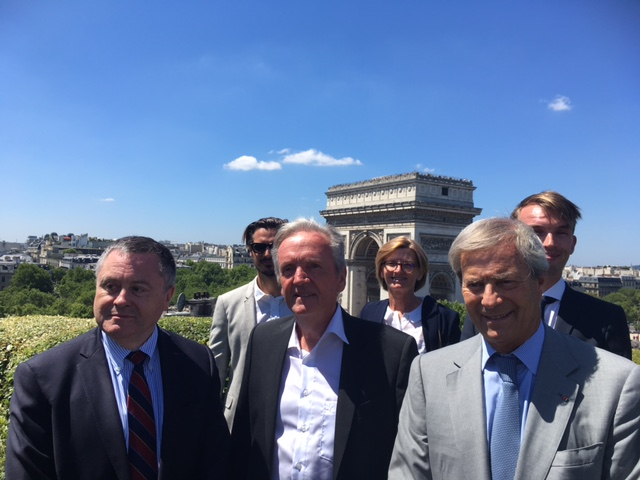
El laureado en 2028, Bernard Berrou, con los patrocinadores del premio Philippe Le Guillou y Vincent Bolloré.

Entre los miembros del jurado han figurado escritores como Roger Nimier, Hervé Bazin, Paul Guimard, Henri Queffélec o Jean Marin. En 2012 lo formaron: Philippe Le Guillou (presidente); Jean Bothorel (secretario) y los vocales Annick Cojean, Stéphanie Janicot, Georges-Olivier Châteaureynaud, Jean-François Coatmeur, Georges Guitton, Sébastien Le Fol, Patrick Mahé, Gilles Martin-Chauffier, Jean Picollec y Patrick Poivre d'Arvor.

### Premiados

#### Premio Bretagne
| Año  | Autor                          | Título                                                   | Editorial              |
| ---- | ------------------------------ | -------------------------------------------------------- | ---------------------- |
| 1961 | Yves Le Scal                   | Le novice du 'Tamaris'                                   | Éditions André Bonne   |
| 1962 | Louis Martin-Chauffier         | por toda su obra                                         |                        |
| 1963 | Georges Bordonove              | Chien de feu                                             | Julliard               |
| 1964 | Pierre-Jakez Hélias            | Maner Kuz (manoir secret)                                | André Silvaire         |
| 1965 | Jean David                     | Assassin                                                 | Éditions du Seuil      |
| 1966 | Yann Brekilien                 | La Vie quotidienne des paysans en Bretagne au XIX°siècle | Hachette               |
| 1967 | Xavier de Langlais             | Le Roman du roi Arthur                                   | Éditions Piazza        |
| 1968 | Jean-Claude Andro              | La Mer des Sargasses                                     | Éditions Denoël        |
| 1969 | Georges Guérin                 | Virgo et Argo                                            | Éditions du Seuil      |
| 1970 | Yvonne Chauffin                | La Cellule                                               | Plon                   |
| 1971 | Jean-François Chiappe          | Georges Cadoudal ou la liberté                           | Éditions Perrin        |
| 1972 | Xavier Grall                   | La fête de nuit                                          | Kelenn                 |
| 1973 | Gérard Le Gouic                | Poèmes de mon vivant                                     | Telen Arvor            |
| 1974 | Georges Perros                 | Papiers collés                                           | Gallimard              |
| 1975 | Eugène Guillevic               | "por toda su obra"                                       |                        |
| 1976 | Jean Sulivan                   | Matinales                                                | Gallimard              |
| 1977 | Jean-Edern Hallier             | Le premier qui dort réveille l'autre                     | Le Sagittaire          |
| 1978 | Louis Guilloux                 | "por toda su obra"                                       | Gallimard              |
| 1979 | Maurice Le Lannou              | Un Bleu de Bretagne                                      | Hachette               |
| 1980 | Michel Mohrt                   | "por toda su obra"                                       |                        |
| 1981 | Alain Lemoigne                 | L'année de passage                                       | La Table Ronde         |
| 1982 | Cathy Stephan                  | L'Homme-privilège                                        | La Table Ronde         |
| 1983 | Bernard Simiot                 | Ces messieurs de Saint-Malo                              | Éditions Albin Michel  |
| 1984 | Hervé Le Boterf                | Le brave général Cambronne                               | Éditions France-Empire |
| 1985 | Antony Lhéritier               | "por toda su obra"                                       |                        |
| 1986 | Jean Laugier                   | "por toda su obra"                                       |                        |
| 1987 | Philippe Le Guillou            | Le Dieu noir                                             | Mercure de France      |
| 1988 | Maurice Polard                 | Le Naufrageur                                            | Gallimard              |
| 1989 | Yves La Prairie                | "por toda su obra"                                       |                        |
| 1990 | André Le Gal                   | Le Roi des chiens                                        | JC Lattès              |
| 1991 | Yak Rivais                     | Le géant de la mer                                       | Jean Picollec          |
| 1992 | Jean-François Coatmeur         | Des croix sur la mer                                     | Albin Michel           |
| 1993 | Hervé Roy                      | L'horizon des évènements                                 | Le Cherche midi        |
| 1994 | Georges-Olivier Châteaureynaud | Le Château de verre                                      | Julliard               |
| 1995 | Margot Bruyère                 | L'Enfant d'outre-tombe                                   | Aléas                  |
| 1996 | Desierto                       |                                                          |                        |
| 1997 | Yann Apperry                   | Qui vive                                                 | Les Éditions de Minuit |
| 1998 | Colette Vlérick                | La fille du goémonier                                    | Presses de la Cité     |
| 1999 | Anne-Marie Castelain           | Un été bigouden                                          | Liv'édition            |
| 2000 | Desierto                       |                                                          |                        |

#### Premio Breizh
| Año  | Autor                | Título                                                  | Editorial          |
| ---- | -------------------- | ------------------------------------------------------- | ------------------ |
| 2001 | Marie Le Drian.      | La cabane d'Hippolyte                                   | Julliard           |
| 2002 | Jean-Luc Coatalem    | Je suis dans les mers du sud sur les traces de Gauguin  | Grasset            |
| 2003 | Yann Queffélec       | Boris après l'amour                                     | Fayard             |
| 2004 | Michel Chaillou.     | 1945                                                    | Éditions du Seuil  |
| 2005 | Charles Le Quintrec. | Por el conjunto de su obra                              |                    |
| 2006 | Kenneth White.       | La maison des marées                                    | Albin Michel       |
| 2007 | Jean-Paul Kauffmann. | La maison du retour                                     | NiL Éditions       |
| 2008 | Stéphane Hoffmann.   | Des filles qui dansent                                  | Albin Michel       |
| 2009 | Mona Ozouf.          | Composition française : retour sur une enfance bretonne | Gallimard          |
| 2010 | Marie Le Gall        | La peine du menuisier                                   | Éditions Phébus    |
| 2011 | Anthony Palou        | Fruits et Légumes                                       | Albin Michel       |
| 2012 | Claire Fourier       | Les silences de la guerre                               | Éditions Dialogues |
| 2013 | Olivier Adam.        | Les Lisières                                            | Flammarion         |
| 2014 | Irène Frain          | Sorti de rien                                           | Éditions du Seuil  |
| 2015 | Cédric Morgan.       | Une femme simple                                        | Grasset            |
| 2016 | Lorraine Fouchet.    | Entre ciel et Lou                                       | Héloïse d'Ormesson |
| 2017 | Marie Sizun          | La Gouvernante suédoise                                 | Arléa              |
| 2018 | Bernard Berrou       | Por el conjunto de su obra                              |                    |